# Wenighösbach
Wenighösbach (umgangssprachlich meist Joch genannt)  ist ein Gemeindeteil des Marktes Hösbach im unterfränkischen Landkreis Aschaffenburg in Bayern.

## Geographie
Das Pfarrdorf Wenighösbach liegt nördlich des Kernortes an dem den Ort durchfließenden Hösbach und hat 982 Einwohner (Stand 31. Dezember 2011). Der topographisch höchste Punkt der Dorfgemarkung befindet sich nordwestlich des Ortes mit 307 m ü. NHN, der niedrigste liegt am Hösbach auf 159 m ü. NHN. Nordöstlich von Wenighösbach verläuft die Staatsstraße 2307.

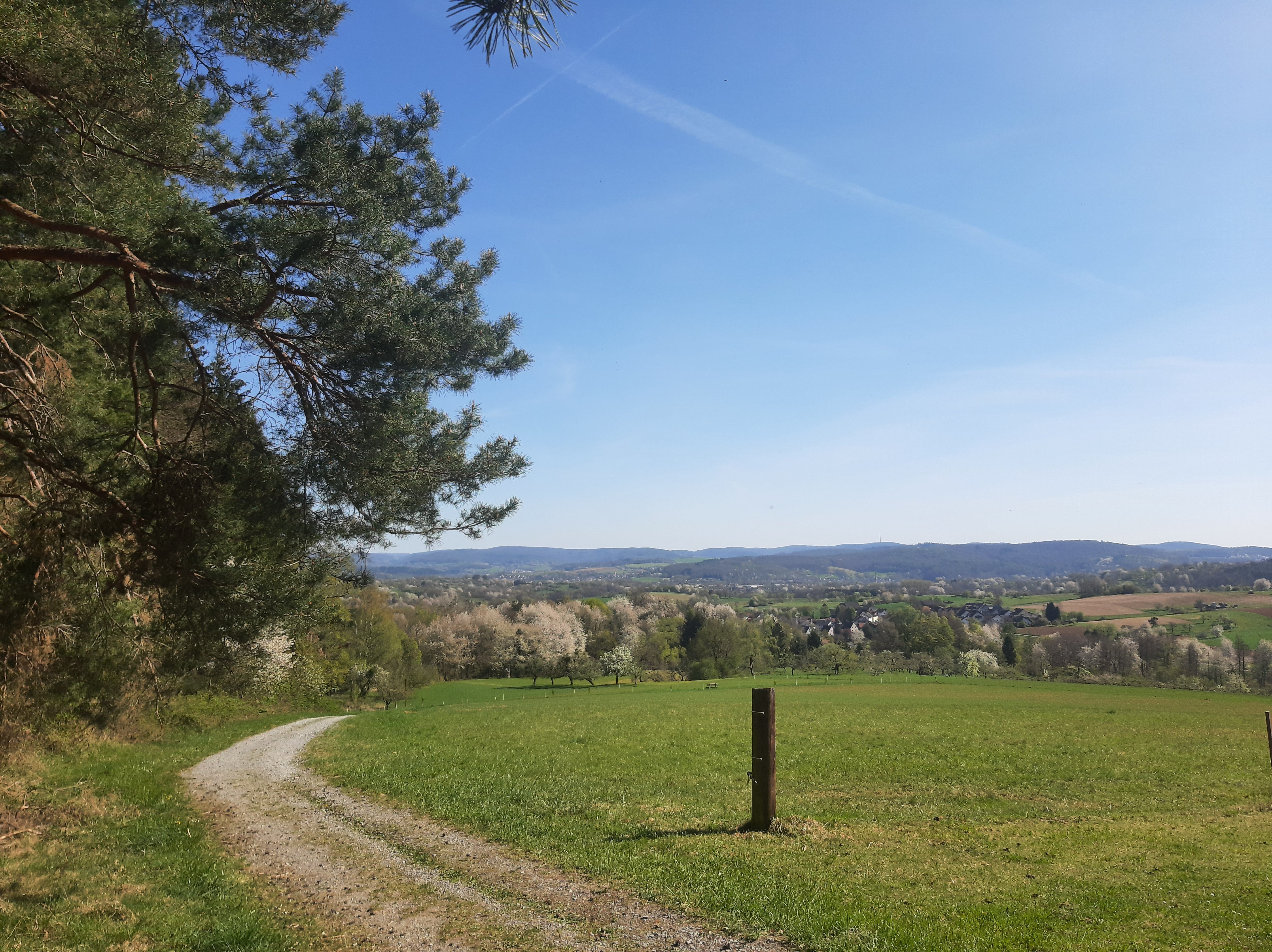
Ausblick über Joch in Richtung Spessart.

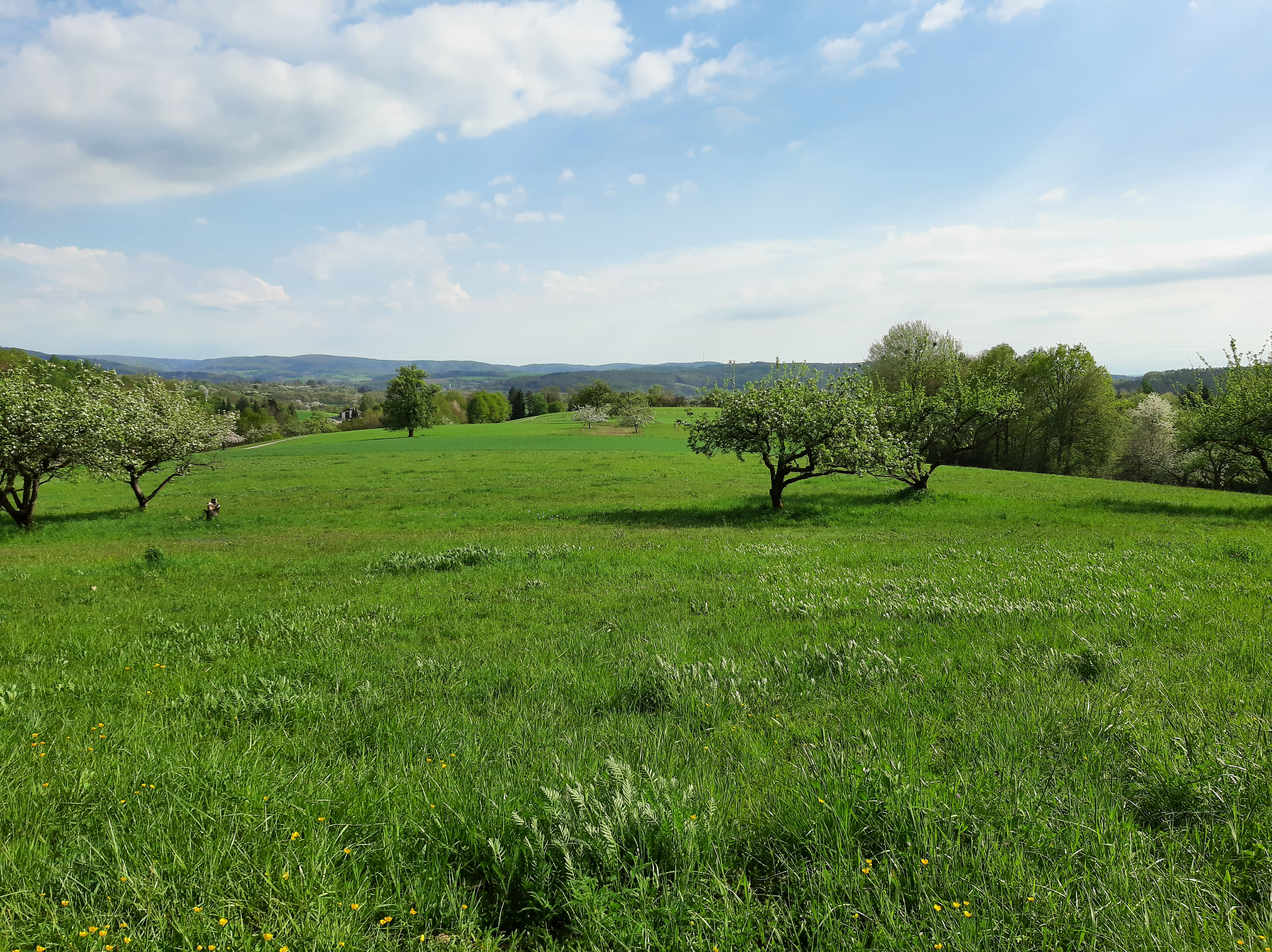
Blick vom Grillplatz über den Hirtenberg.

### Nachbargemarkungen
Folgende Gemarkungen grenzen an das Ortsgebiet von Niedersteinbach:
| Daxberg        | Schimborn                                   | Feldkahl   |
| Breunsberg     | Kompassrose, die auf Nachbargemeinden zeigt | Rottenberg |
| Unterafferbach | Goldbach                                    | Hösbach    |

## Name

### Etymologie
Wie auch der Name Hösbach leitet sich Wenighösbach vom gleichnamigen Bach ab, Der Namenszusatz „Wenig“ oder „minori“ (klein) wurde verwendet, um den Ort von „Hösbach majori“ („Großhösbach“, heute Hösbach) zu unterscheiden. Im lokalen Dialekt wird der Ort „Winhäisbisch“ oder Joch genannt. Die Bewohner heißen umgangssprachlich „Jöcher“.
Der Name „Joch“ stammt vom Joch-Geschirr der Zugtiere und ging nach alter Erzählung auf den Ort und seine Bewohner über, nachdem diese bei einer Prügelei mit den Jochen (umgangssprachlich Jöchern) der Zugtiere auf die Hösbacher Bauern einschlugen.
Aufgrund seiner naturnahen und schönen Lage wird der Ort auch als „Bad Joch“ bezeichnet, was eine Anspielung auf einen Kurortcharakter sein soll.

### Frühere Schreibweisen
Frühere Schreibweisen des Ortes aus diversen historischen Karten und Urkunden:
- 1248 minori Hostebach
- 1626 Hospach minus
- 1806 Wenighösbach

## Geschichte
Erstmals wurde der Ort im letzten Drittel des 13. Jahrhunderts als „minori Hostebach“ in der Mainzer Heberolle erwähnt. Während der Napoleonischen Kriege (1792–1815) wurden in Wenighösbach 1814 durchziehende russische Truppen einquartiert, für deren Verpflegung im Wert von 1600 Gulden die Gemeinde aufkommen musste. Die Restschuld aus dieser Forderung konnte erst im Jahr 1872 getilgt werden.
Am 1. Juli 1862 wurde das Bezirksamt Aschaffenburg gebildet, auf dessen Verwaltungsgebiet Wenighösbach lag. 1939 wurde wie überall im Deutschen Reich die Bezeichnung Landkreis eingeführt. Wenighösbach war nun eine der 33 Gemeinden im Altkreis Aschaffenburg. Dieser schloss sich am 1. Juli 1972 mit dem Landkreis Alzenau in Unterfranken zum neuen Landkreis Aschaffenburg zusammen.
Die Pfarrkirche St. Barbara wurde am 28. September 1930 eingeweiht. Am 1. Januar 1972 wurde Wenighösbach nach Hösbach eingemeindet und gab damit seine politische Selbständigkeit auf. Letzter Bürgermeister der selbstständigen Gemeinde Wenighösbach war Jakob Sauer.

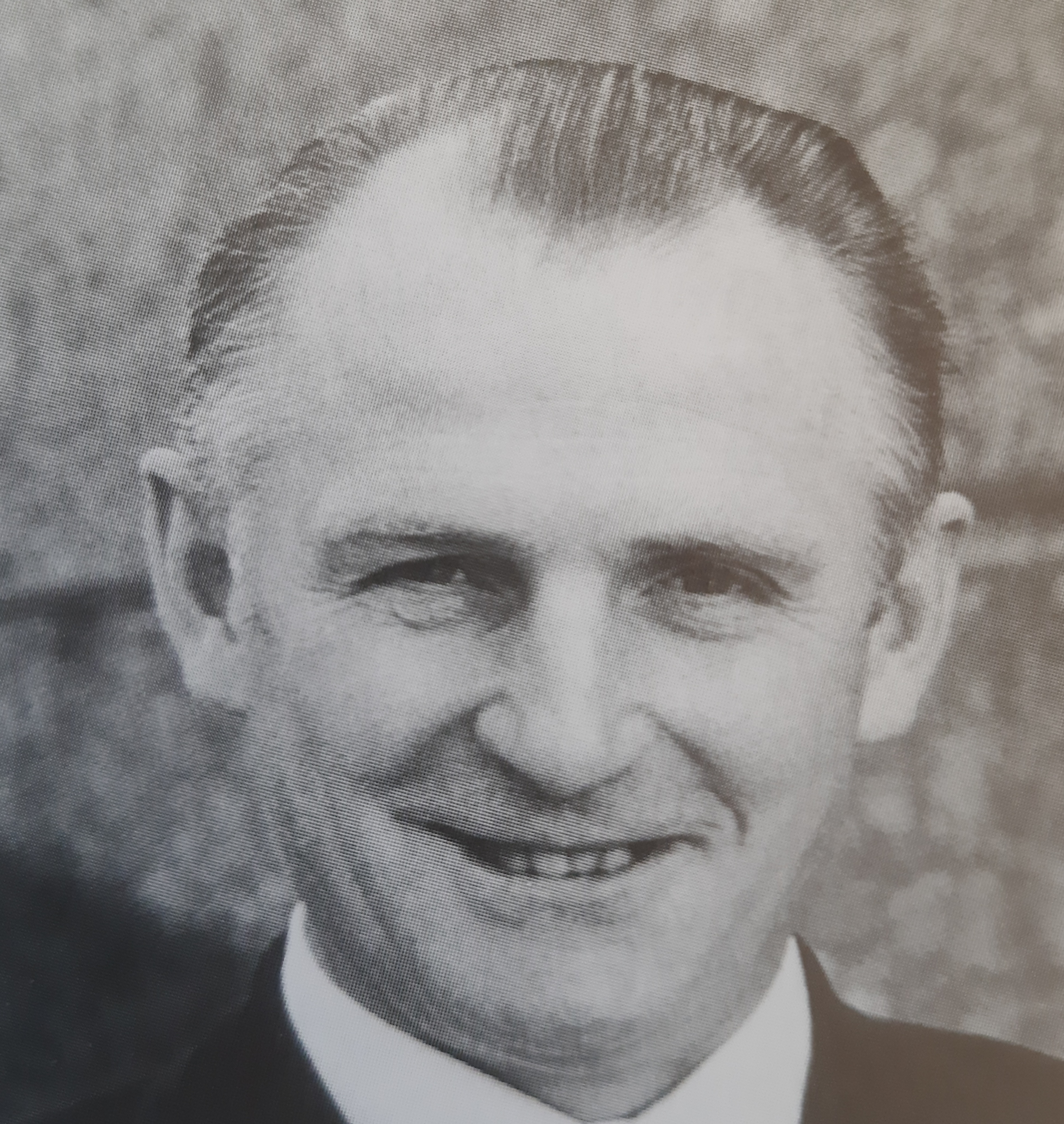
Jakob Sauer, letzter Bürgermeister der Gemeinde von 1960 bis 1972

Letzter Flur- und Waldschütze der Gemeinde war Johann „Hannes“ Sauer, der diesen Dienst von 1947 bis 1972 ausübte.

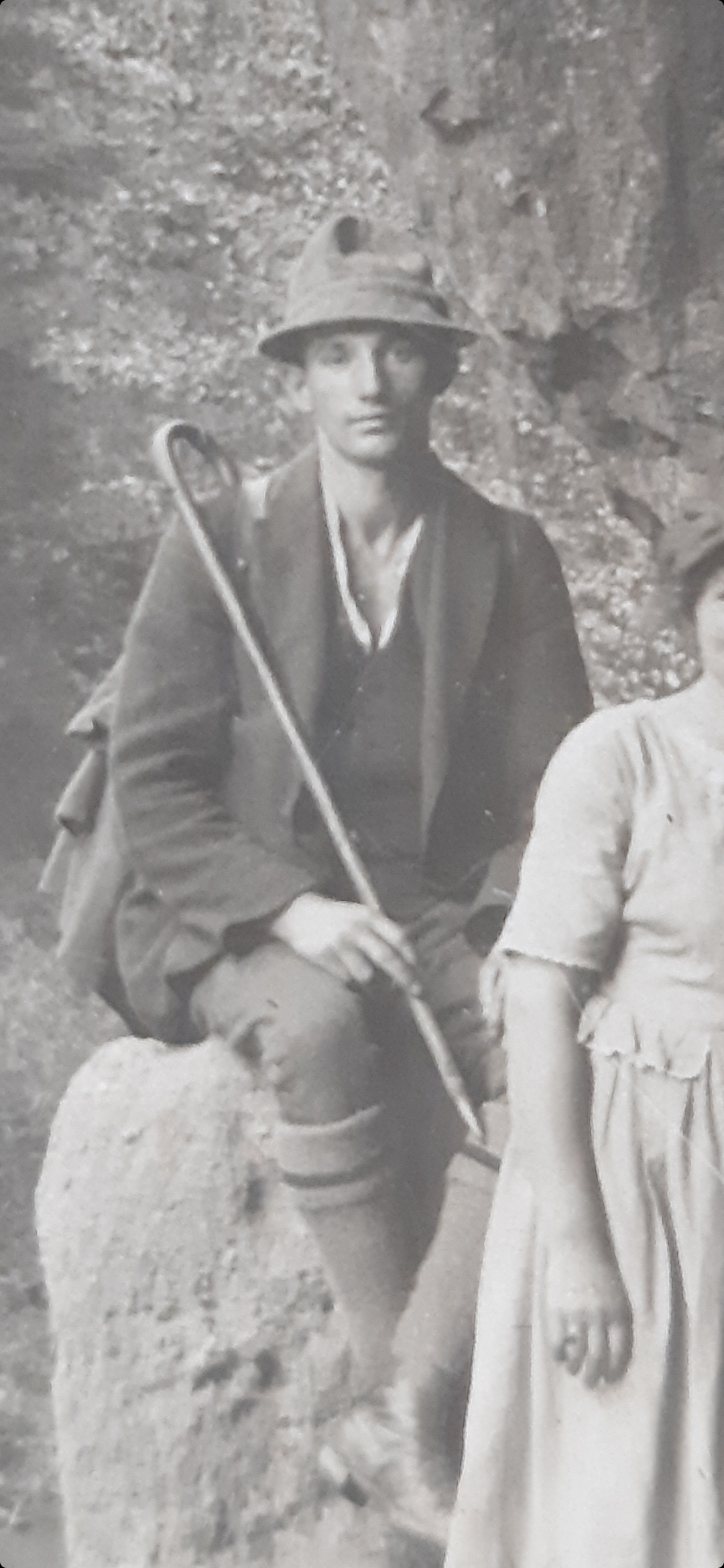
Johann „Hannes“ Sauer, letzter Flur- und Waldschütze in Joch.

## Hofnamen
In Wenighösbach hat sich die Tradition der Hofnamen erhalten, bei der die Häuser eigene Namen tragen, die als Spitzname auf die Hausbewohner übergehen.
| Hofname                       | Hausnummer            |
| ----------------------------- | --------------------- |
| Stäffes                       | Friedhofstraße 4      |
| Michels                       | Dorfstraße 6          |
| Innerhoannesse                | Dorfstraße 8          |
| Froanze                       | Dorfstraße 12         |
| Kneisels                      | Dorfstraße 14         |
| Bäcker                        | Dorfstraße 7          |
| Unnerwätts                    | Dorfstraße 18         |
| Knaufs                        | Dorfstraße 13         |
| Hennriche                     | Dorfstraße 20         |
| Oberschmieds                  | Dorfstraße 22         |
| Schmieds                      | Dorfstraße 15         |
| Schmiedsfroanze               | Dorfstraße 24         |
| Schwinde                      | Dorfstraße 19         |
| Kleärsch                      | Dorfstraße 21         |
| Fäths                         | Dorfstraße 23         |
| Stuffels                      | Dorfstraße 25         |
| Eiserts                       | Dorfstraße 34         |
| Vorstehers                    | Dorfstraße 29         |
| Försters                      | Dorfstraße 38         |
| Schul-/Rathaus                | Dorfstraße 31         |
| Peiriches                     | Dorfstraße 33         |
| Diels                         | Dorfstraße 35         |
| Höflers                       | Dorfstraße 37         |
| Pfarrhaus                     | Dorfstraße 48         |
| Jörchs                        | Dorfstraße 41         |
| Schussmichels                 | Kahlgrundstraße 2     |
| Schusters                     | Kahlgrundstraße 8     |
| Koords                        | Kahlgrundstraße 11    |
| Bormanns                      | Kahlgrundstraße 9     |
| Baron                         | Kahlgrundstraße 17    |
| Bajerts                       | Kahlgrundstraße 7     |
| Schäfer                       | Kahlgrundstraße 5     |
| Halles                        | Kahlgrundstraße 1     |
| Bergmoanns                    | Dorfstraße 43         |
| Bajerts-Michels               | Kahlgrundstraße 3     |
| Rasierer                      | Dorfstraße 45         |
| Oberwätts                     | Dorfstraße 54         |
| Baste                         | Dorfstraße 47         |
| Vroners                       | Dorfstraße 56         |
| Kaspäsch                      | Dorfstraße 60         |
| Boamäschhoannesse             | Dorfstraße 62         |
| Naze                          | Dorfstraße 53         |
| Schneiders                    | Dorfstraße 66         |
| Schmidds                      | Dorfstraße 55         |
| Scholzehoannesse              | Dorfstraße 57         |
| Schneiders                    | Karl-Seitz-Straße 2   |
| Mattlehners                   | Karl-Seitz-Straße 8   |
| Reuters                       | Karl-Seitz-Straße 16  |
| Elsa-Hoannesse                | Karl-Seitz-Straße 20  |
| Geise                         | Karl-Seitz-Straße 5   |
| Schwarzches                   | Dorfstraße 68         |
| Becks-Häusche                 | Dorfstraße 70         |
| Hoans-Peiräs                  | Dorfstraße 59         |
| Naze-Peiräs                   | Breunsberger Straße 3 |
| Schneiders                    | Wickgasse 2           |
| Boannerts                     | Wickgasse 4           |
| Armenhaus/ alter Kindergarten | Wickgasse 1           |
| Hoans-Kiljes                  | Wickgasse 6           |
| Fäthshoannesse                | Wickgasse 8           |
| Schusters                     | Wickgasse 10          |
| Münchhof                      | Münchhof 14           |
| Fons                          | Münchhof 5            |

## Kirchen
Die heutige St. Barbara-Kirche hatte einen Vorgängerbau aus dem Jahr 1755, welcher auch der heiligen Barbara geweiht war.

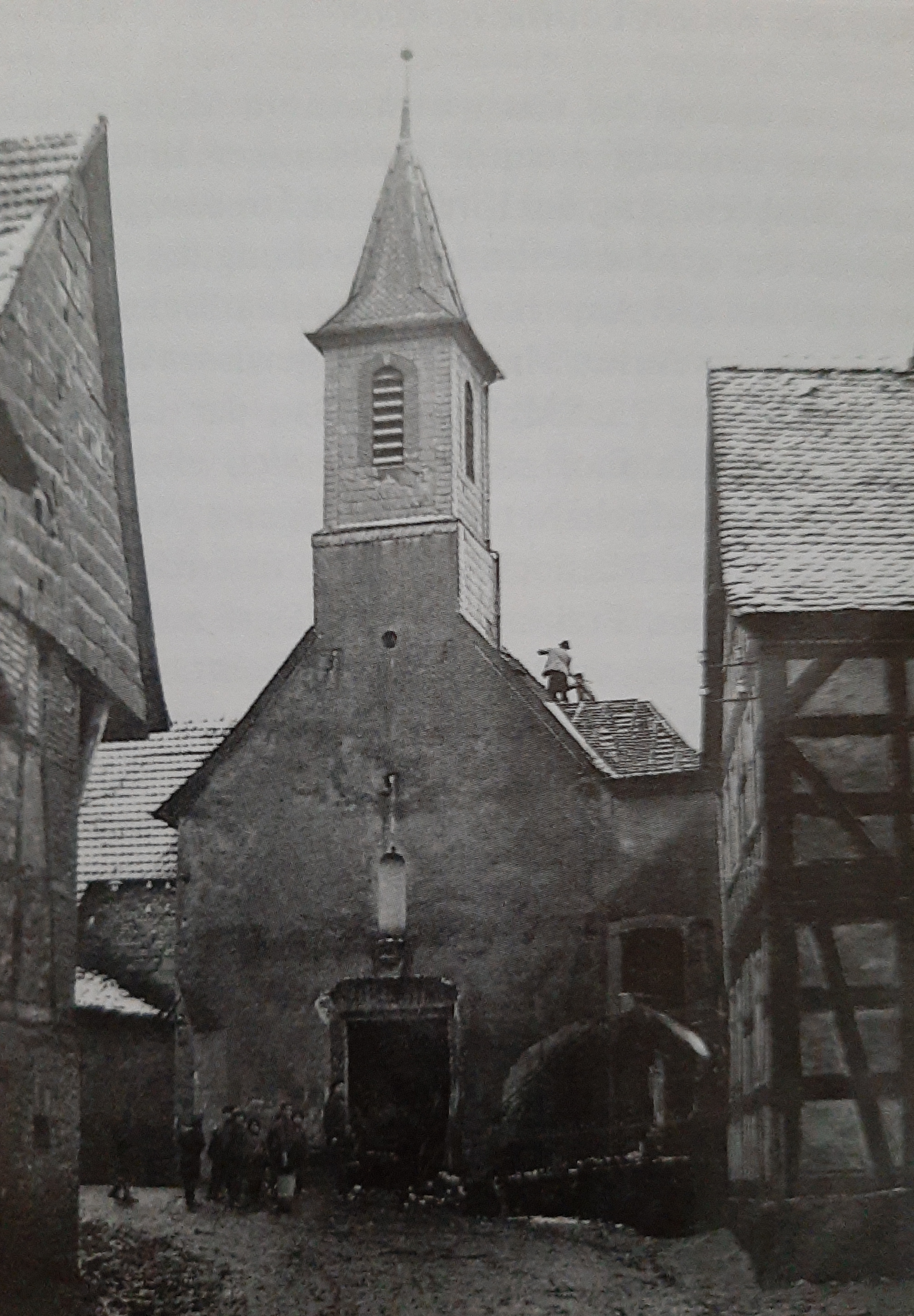
Die alte St. Barbara-Kirche in der Dorfmitte.

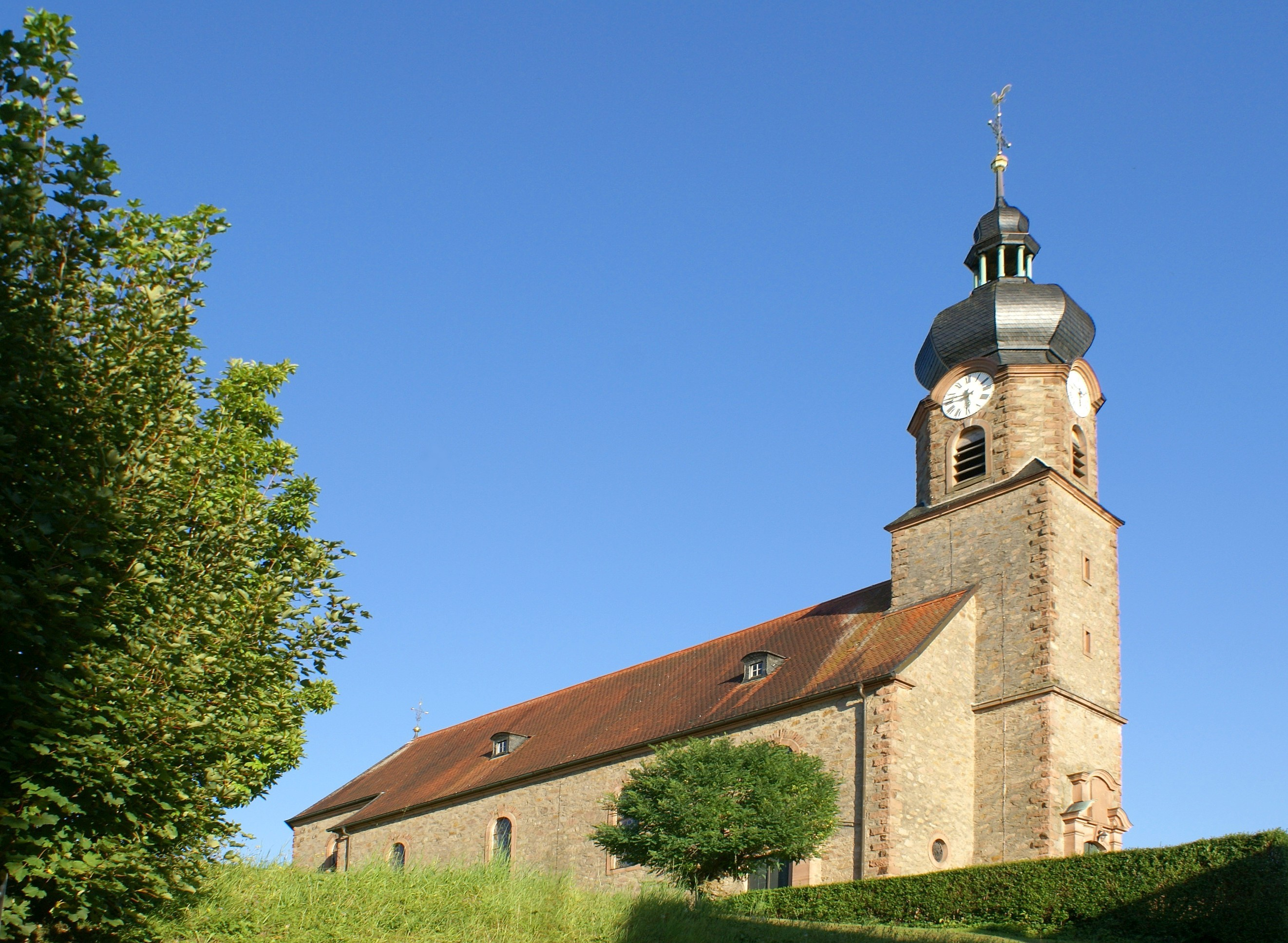
Die neue St. Barbara-Kirche.

Die Kirche stand verkehrsungünstig im Zentrum des Ortes und wurde in den 1930 Jahren abgerissen, nachdem die neue St. Barbara-Kirche über dem Ort errichtet wurde. Die ehemalige Sakristei der alten Kirche wurde bis in die 70er Jahre als Milchküche verwendet, letztendlich jedoch auch abgerissen

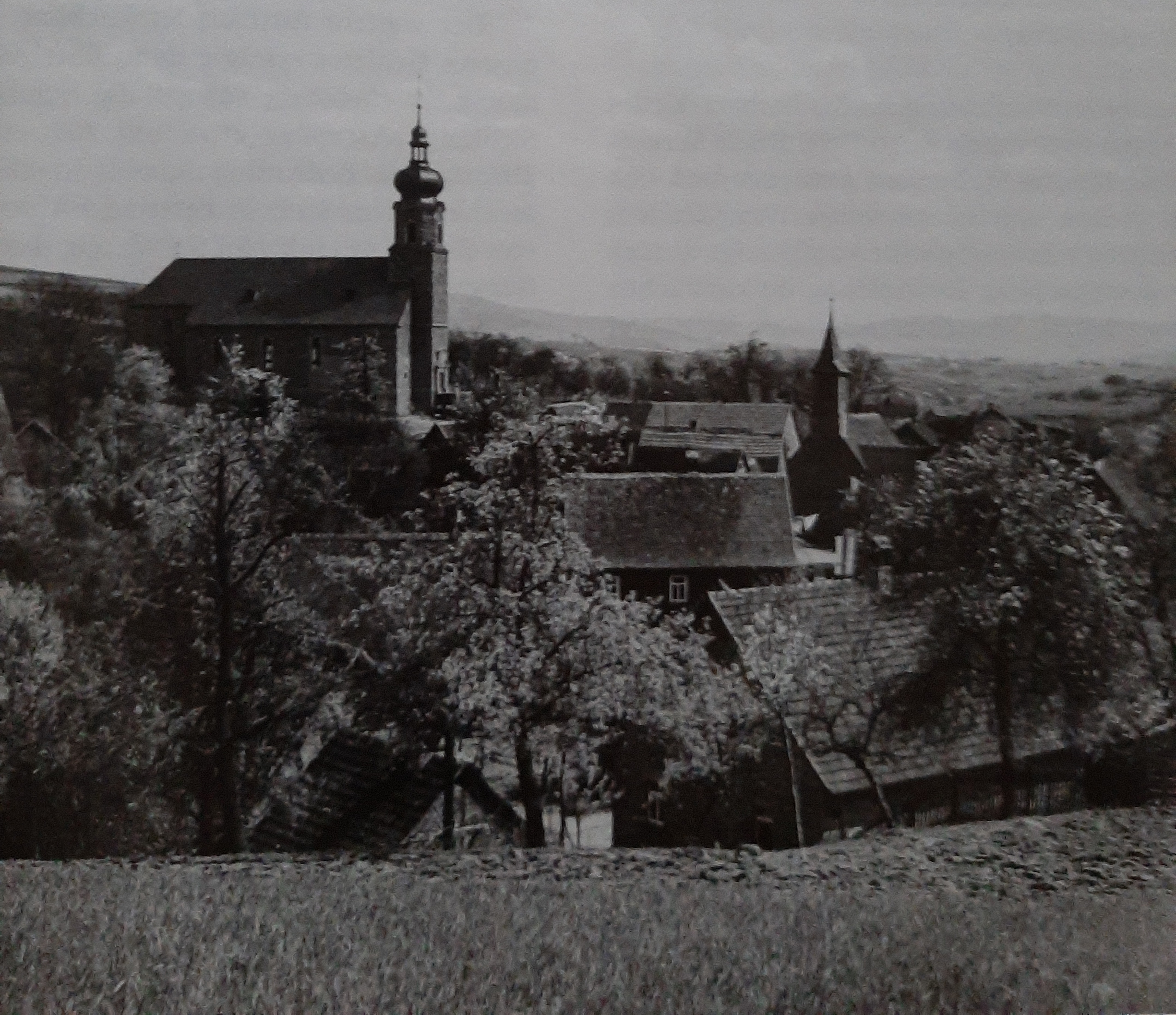
Die neue und alte St. Barbara-Kirche.

Im Sommer werden die Gottesdienste auch in der Lourdes-Grotte in der Flurlage Weingrube abgehalten.

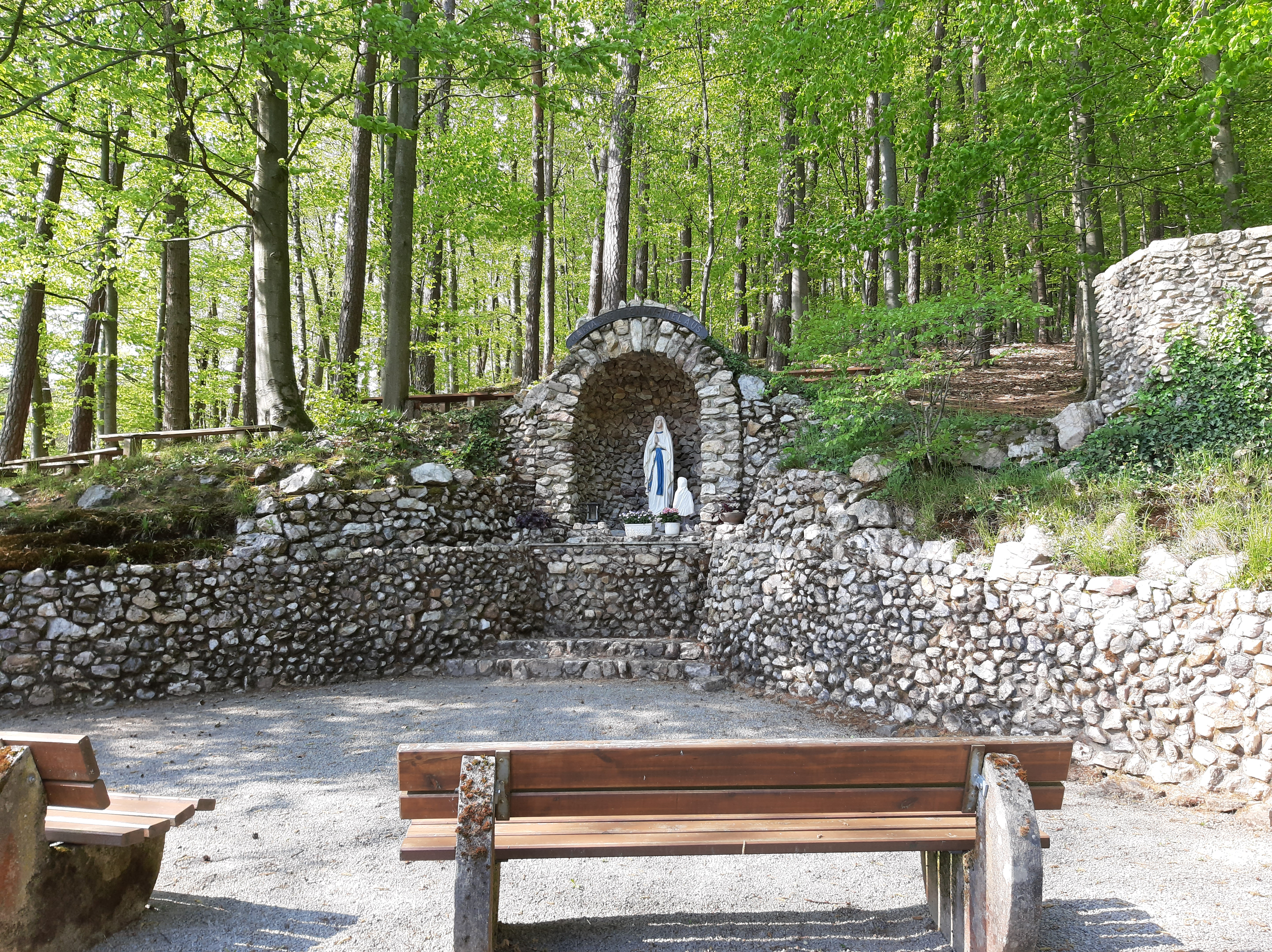
Die Jöcher Lourdes-Grotte.

## Münchhof
Der Münchhof, ein Dorf, liegt auf der Gemarkung von Wenighösbach südöstlich des Ortes. Der Name stammt von der lateinischen Bezeichnung „curia monialis“ und bedeutet mönchisches klösterliches Hofgut. Er gehörte von 1308 bis 1803 zum Kloster Schmerlenbach. Danach fiel der Besitz an das Fürstentum Aschaffenburg unter Karl Theodor von Dalberg, der ihn am 20. Januar 1807 dem von ihm ins Leben gerufenen Aschaffenburger Seelsorgerseminar schenkte. Am 31. Oktober 1887 ging der Hof mit einer Gesamtfläche von 64,5 ha in den Besitz einer Genossenschaft von 50 Grundbesitzern aus der Gemeinde Wenighösbach für den Preis von 70.000 Mark über. Die Hofgebäude wurden von den Söhnen des letzten Münchhofpächters Georg Anton Völker (1816–1893) 1888 erworben und aufgeteilt.  1987 hatte das Dorf 57 Einwohner.

## Sonstiges

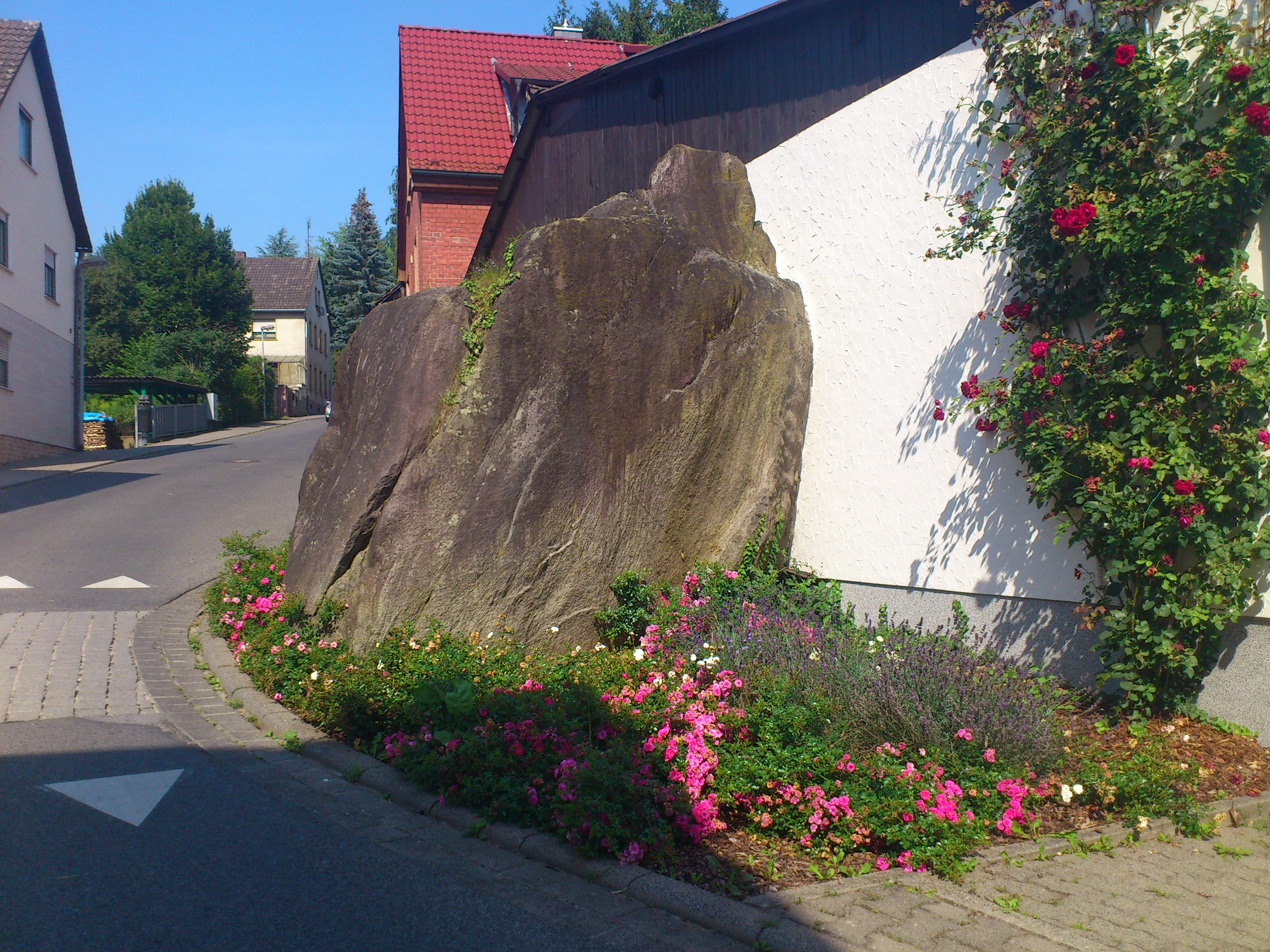
Groostoa in Wenighösbach

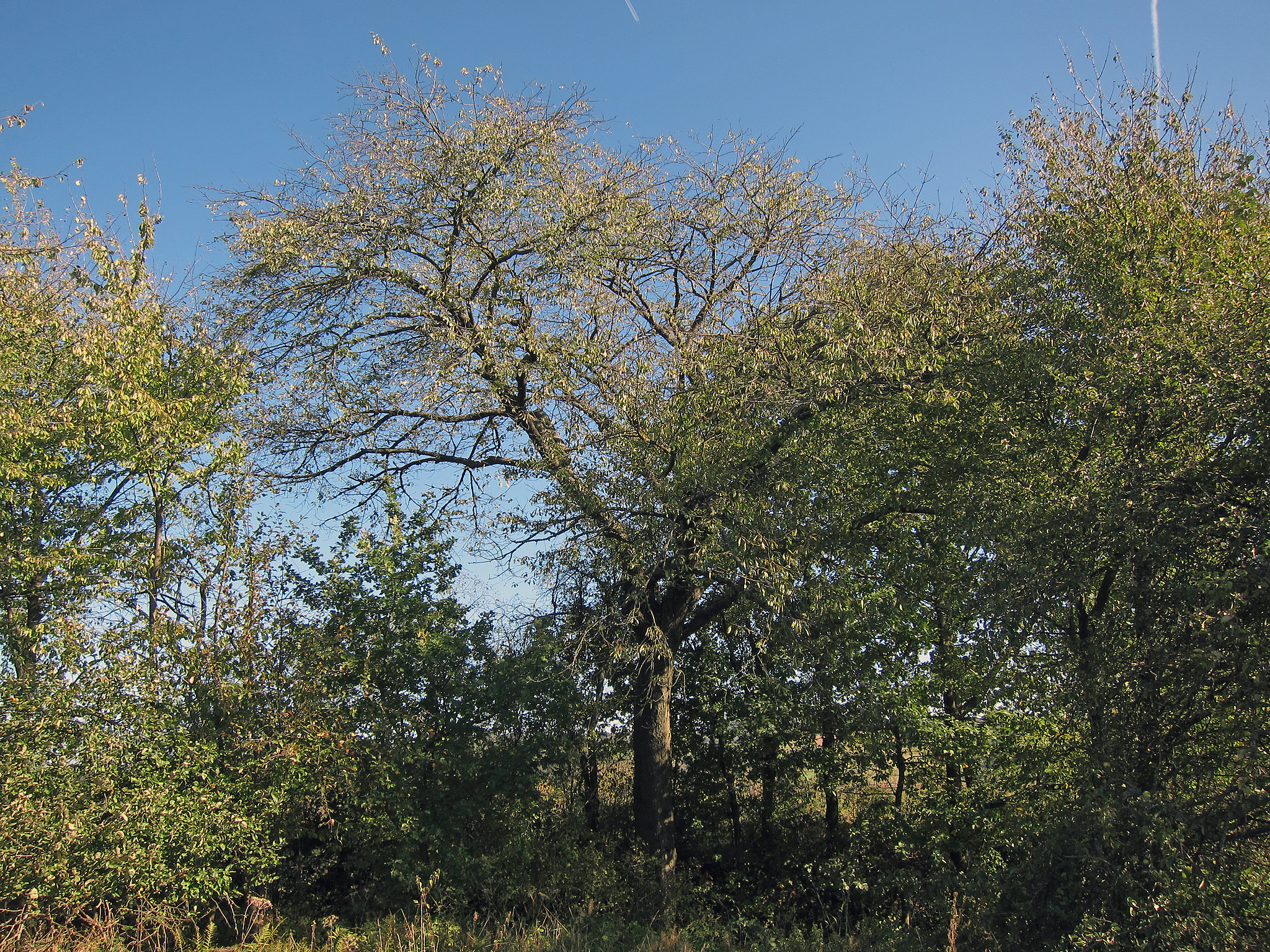
Vogel-Kirsche in Wenighösbach

Zum Ehrenbürger von Wenighösbach wurde 1958 Pfarrer Karl Seitz (1886–1967) ernannt; 2007 erhielt diese Auszeichnung Siegmund Simon, Kuratus von Joch (1935–2017).
In der Kahlgrundstraße befindet sich ein denkmalgeschützter Fels, der „Groostoa“, also „grauer Stein“,  genannt wird. Bei diesem Felsen handelt es sich um einen Granat-Plagioklas-Gneis, der durch Verwitterung frei gelegt wurde. Besonders erwähnenswert ist der nach seinem Fundort benannte Hösbachit, der fast ausschließlich in der Gemarkung von Wenighösbach vorkommt und während der Bronzezeit als begehrtes Gussform-Material überregional gehandelt wurde.
Als bemerkenswertes Naturdenkmal ist im Gemeindegebiet eine 50 bis 100 Jahre alte Vogel-Kirsche ausgewiesen. Sie gehört zu den regional bedeutenden Bäumen Unterfrankens.